# Reinald III. Gelderski
Reinald III. Gelderski, z vzdevkom »Debeli« je bil vojvoda gelderski in grof Zutphenski, * 13. maj 1333, † 4. december 1371. Bil je najstarejši sin Rainalda II. Gelderskega z Eleanoro Woodstock Wessex. Njegov vzdevek je nastal zaradi njegove telesne teže desetletnega ujetništva (1361-1371), ko se je zaradi dobrega ravnanja izjemno zredil, tako da ni mogel več zapustiti celice.

## Biografija
Ko je bil Reinald III. star enajst let mu je leta 1343 umrl njegov oče in kot mladoleten je prevzel naslov vojvode. Oče je zapustil tudi veliko dolgov. Tri mesece po imenovanju Reinalda za naslednika sta mesti Arnhem in Wageningen deli na razpolago sredstva za odplačevanje dolgov. 

### Regentstvo matere Eleonore
»Svetniški krog« je soglasno imenoval njegovo mamo  Eleonoro za skrbnico. Janez Valkenburški, gospodar Borneja, pa je zahteval soskrbništvo kot sin Filipe, sestre Reinalda I..  Eleonora prizna Janeza Valkenburškega, ki ga podpira njegov bratranec Dirk Kleveški. Očitno pa so obstajali različni interesi znotraj svetniškega kroga, saj je leta 1347 Reinald III. razglašen za polnoletnega pri štirinajstih letih. Kmalu po prevzemu dolžnosti vojvode Reinald III. potuje po mestih in gradovih na svojih ozemljih. Povsod ga slovesno častijo kot vojvodo in grofa, ki izmenično priznava svoboščine in privilegije gostiteljev.

### Politične povezave in poroka
Mladi vojvoda postane središče političnega vrtinca, ko ga različne strani hočejo pritegniti in vezati nase s poroko. Njegov oče Reinald II. se je že prej z vojvodo Janezom III. Brabantskim dogovoril, da se bo Reinald III. poročil z njegovo hčerko Marijo. Kot drugi ženitni posrednik se je pojavil Viljem IV. Holandski, ki je hotel z njim poročiti svojo sestro. Tretji, ki nastopa kot ženitni posrednik, je angleški kralj Edvard III., Eleonorin (materin)  brat, ki želi, da se Reinald III. poroči s hčerko  grofa Juliškega, prijatelja kralja Edvarda III. Ko je Edvard III. oblegal Calais, je dal prek vdove vojvodinje poklicati svojega nečaka Reinalda III. Ta se v spremstvu plemičev, vitezov in gospode odpravi k svojemu mogočnemu stricu, angleškemu kralju. Reinald III. se je očitno pretvarjal, da se prepušča kraljevi volji in se vrnil v Gelderland, da bi se domnevno poročil z Juliško hčerko. Namesto tega je leta 1347 odšel v Antwerpen. Tam se je nahajal vojvoda Janez III. Brabantski. Nekaj časa po prihodu 1. julija se je Reinald III. poročil z Marijo Brabantsko, kot se je dogovoril njegov oče. Vezi z Brabantom je utrdil z vključitvijo Janez Wietflietskega, gospodarja Blaarsvelta, v »svetniški krog«. Ta Janez, nezakonski sin Janeza II. Brabantskega je skrivnostna oseba, ki jo najdemo po letu 1350 med nasprotniki Reinalda III.

### Lokalni boji
Že leta 1347 škof Utrechta Janez Arkelski pride v konflikt z Gijsbertom V. Bronkhorstskim. Slednji je zaprosil Reinalda III. za podporo, mladi vojvoda pa pomoči ni zavrnil in  škofu napovedal vojno. Za prva leta vladavine Reinalda III. je značilen boj proti taboru Heekerenskih. To prvo dejanje državljanske vojne Heekerenskih in Bronkhorstskih bo trajalo do leta 1349, ko bo končno sklenjeno premirje. Vendar to ne bo trajalo dolgo. Ta bitka se večinoma bije v Achterhoeku, kjer živi večina vpletenih gospodov.
Medtem je Reinald III. utrujen od bojevitih Bronkhorstskih z njihovimi lastnimi interesi. Da bi omejil njihov vpliv, prebegne v drugi tabor. Imenoval je Frederika III. Heekerenskega iz Ehze, zelo bogatega plemiča  za svetnika, skupaj z nekaterimi njegovimii prijatelji. Bronkhorstski mu te zamenjave ne bodo nikoli odpustil, s svojo močjo bodo vojvodi povzročali precejšnje težave.

### Boj med bratoma
Bronkhorstski se maščuje leta 1350, ko brat Reinalda III. Edvard dopolni štirinajst let in s tem postane polnoleten. Edvard je precej drugačna osebnost kot Reinald III.. Edvard je oportunist, energičen in ambiciozen. Bronkhorstski to dobro izkoriščajo. Laskajo njegovemu egu, zaradi česar je Edvard razburjen nad omahovanjem in letargijo svojega brata, ki je postal dedič vojvodskega sedeža le po primogenituri, ne pa po lastnini.
Ob podpori in spodbudi Bronkhorstskih Edvard zahteva del dediščine. Zahteva nič manj kot grofijo Zutphen, lastnino svoje družine in mesto Roermond. Reinald III., ki spozna, da so si Bronkhorstski izmislili to zahtevo, noče popustiti. V vojvodini Gelderland se prične vojna.
Edvard priseže, da bo s silo pridobil tisto, kar mu je protipravno odrečeno. Bronkhorstski so prvi, ki so se mu zdaj odkrito pridružili. Spet se razplamtijo prepiri med Heekerenski in Bronkhorstskimi. Reinald III. zagreši nekaj vojnih zločinov, ki ga ne naredijo bolj priljubljenega. 
V spopadu med bratoma Reinaldom III. in Edvardom so pomembno vlogo odigrala mesta. Sprva večja mesta podpirajo zakonitega vojvodo Reinalda III. Njihovi tekmeci, majhni mesti Harderwijk in Doesburg podpirata Edvarda. Večja mesta sklenejo koalicijo z Brabantom, da obdržijo Reinalda III.  Vendar zaradi trgovske odvisnosti od Dordrechta mesti Tiel in Nijmegen  kmalu izbereta Edvardovo stran.
Leta 1352 je sklenjeno premirje z Edvardom, Ivan Kesselski je  prejel obljubo, da bo po smrti vdove vojvodinje v užitek prejel Veluwe. Premirje je leta 1353 ponovno odpovedano. Koalicija, ki so jo sestavljali Edvard, gospodje praporščaki Friderik V. Baerski in Gijsbert V. Bronkhorstski, grof Meurs in gospodje Homoet, Kemnadski in Janez Wietfliet, gospodar Blaarsvelta, se zaroti proti Reinaldu III. in njegovim Heekerenom. Reinald III. se je prisiljen odpovedati vojvodskemu klobuku v korist svojega brata Edvarda. V dokumentu je zapisano: 'po nasvetu in presoji njegovih prijateljev, plemičev, vitezov in gospodov, mož in mest, vojvodstvo Guelders in grofija Zutphen, z visoko, srednjo in nižjoo jurisdikcijo, z najemninami in dohodki, z mesti in zemljišča in podložnosti, predal in izročil svojemu bratu Edvardu in ga v ta namen postavil za 'superior meister en dispatcher' (guvernerja), da ga kot takega upravlja v njegovem imenu sedem let.'
Leta 1355 se Reinald III. počuti prisiljenega predati v zastavo urad Liemers in mesto Emmerik svojemu svaku grofu Janezu I. Kleveškemu. Tega premoženja vojvode Gelderski ne bodo nikoli več odkupili, tako da bodo Liemers dokončno izgubljen Gelderland.
Ta zastava je dala Reinaldu III. dovolj političnega ugleda in finančne moči, da ponovno igra vlogo v vojvodini in se postavi Edvardu po robu.

### Osvoboditev podložnih kmetov v Veluwe
Edvard je uradni guverner Gelderlanda naslednjih sedem let do leta 1361, toda Reinald III. ostaja vojvoda. Reinald III. že po enem letu prime za orožje in da bi okrepil vrste svojih privrženvev se  zateče k zelo nepremišljeni odločitvi.  'Osvobodi' podložne kmete na področju Veluwe. To je edini čas, ko je državljanska vojna boj med družbenimi razredi: kmetje proti plemičem. Ta odločitev je povzročila bitko na Vrijenbergu. Ne samo, da se bitka konča slabo za Reinalda III., ampak se od njega obrnejo tudi številni plemiči. Reinald III. je z obljubo svobode kmetom preveč zmotil pravno državo. Noben plemič ni čutil ničesar do emancipacije podložnikov, ker to neposredno vplivalo na preživetje plemičev.
Po bitki na Vrijenbergu se je vojna nadaljevala. Končno pride do odločilne bitke pri Tielu, iz katere Edvard pride kot zmagovalec. V ujetništvo je padel tudi Reinald III. Najprej se Edvard odloči Reinalda III. dati v hišni pripor v Rosendaelu, vojvodski rezidenci. Toda zaradi vojvodskega dostojanstva, ki je izhajalo iz Rosendaela, se je Edvard kasneje odločil premestiti Reinalda III. v osamljeni Nijenbeek ob bregovih reke Ijssel. Edvard je Gelderski vojvoda od leta 1361 do svoje smrti. 
Smrt Edvarda doleti v bitki pri Baesweilerju 24. avgusta 1371 oziroma takoj po zmagi v obliki smrtonosne puščice iz lastnih vrst. Ker ni imel neposrednih dedičev je bil edini preostali prestolonaslednik je bil desetletni jetnik Reinald III., ki so ga potegnili iz zapora, v katerem je tako zrasel, da so morali prebiti zid ječe, ker so bila običajna vrata zanj preozka. Toda že po štirih mesecih (8. decembra 1371) je umrl, ne da bi zapustil zakonite otroke.  Umrl je star 38 let. Z njim je hiša Nassau v Geldernu izumrla in vojvoda Jülich je zdaj postal vojvoda Gelderna in grof Zutphenski.